# Gisella di Svevia
Gisella di Svevia (novembre 989 o 990 – Goslar, 14 febbraio 1043) fu, essendo moglie di Corrado II il Salico, imperatrice dei Romani, regina consorte dei Romani, regina consorte d'Italia e regina consorte di Borgogna.

## Biografia
Era la figlia del corradinide Ermanno II, duca di Svevia, e di Gerberga di Borgogna. Nel 1002 Gisella sposò il conte Bruno I di Brunswick, divenendo contessa consorte di Brunswick. In seconde nozze ella sposò Ernesto I, duca di Svevia e, rimasta vedova nel 1015, divenne reggente per il loro figlio Ernesto II, anche se venne poi rimossa dall'incarico di reggenza sulla scorta dei suoi legami parentali con il marito Ernesto I, giudicati troppo stretti dal diritto canonico.
Il terzo matrimonio, celebrato nel 1016 o 1017, la unì a Corrado il Salico, che in seguito divenne imperatore dei Romani; ella giocò un ruolo attivo nella politica imperiale, partecipando alle riunioni del consiglio e riuscendo ad ottenere il trasferimento a suo marito della successione del regno dello zio Rodolfo III di Borgogna.
Gisella si interessava anche agli affari della Chiesa ed intervenne nelle nomine di vescovi e abati-principi, partecipando a svariati sinodi ecclesiastici.
Gisella morì di dissenteria nel palazzo imperiale di Goslar nel 1043 e venne sepolta nelle catacombe della cattedrale imperiale di Spira, in Germania, assieme ad altri imperatori e membri della famiglia imperiale.
La sua tomba venne aperta nel 1900: il corpo mummificato di Gisella misurava 172 centimetri di altezza e conservava ancora lunghi capelli biondi.

## Famiglia e figli
Gisella ebbe numerosi figli dai suoi tre matrimoni.
Da Bruno I, conte di Brunswick, essa ebbe:
- Liudolfo, margravio di Frisia (1003 circa – 1038);
- un altro figlio maschio[senza fonte] e due femmine.

Con Ernesto I, duca di Svevia, essa diede alla luce:
- Ernesto II, duca di Svevia (1010 circa – 17 agosto 1030);
- Ermanno IV, duca di Svevia (1015 circa – 28 luglio 1038).

Gisella e Corrado II il Salico furono genitori di tre figli:
- Enrico III, re dei Romani, re di Borgogna e imperatore dei Romani (29 ottobre 1017 – 5 ottobre 1056);
- Matilde (1027 – gennaio 1034);
- Beatrice (1030 circa – 26 settembre 1036).

## Ascendenza
|                             |                        |                       | Genitori              |  |  | Nonni |  |  | Bisnonni |  |  | Trisnonni |  |
|                             |                        |                       |                       |  |  |       |  |  | …        |  |  | …         |  |
|                             |                        |                       |                       |  |  |       |  |  | …        |  |  | …         |  |
|                             |                        | …                     |                       |  |  |       |  |  | …        |  |  |           |  |
| Corrado I di Svevia         |                        |                       |                       |  |  |       |  |  | …        |  |  |           |  |
|                             |                        | …                     | …                     |  |  |       |  |  |          |  |  |           |  |
|                             |                        | …                     | …                     |  |  |       |  |  |          |  |  |           |  |
|                             |                        | …                     | …                     |  |  |       |  |  |          |  |  |           |  |
| Ermanno II di Svevia        |                        | …                     |                       |  |  |       |  |  |          |  |  |           |  |
|                             |                        | Liudolfo di Svevia    | Ottone I di Sassonia  |  |  |       |  |  |          |  |  |           |  |
|                             |                        | Liudolfo di Svevia    | Ottone I di Sassonia  |  |  |       |  |  |          |  |  |           |  |
|                             |                        | Liudolfo di Svevia    | Eadgyth               |  |  |       |  |  |          |  |  |           |  |
| Reglint di Svevia (ipotesi) |                        | Liudolfo di Svevia    |                       |  |  |       |  |  |          |  |  |           |  |
|                             |                        | Ida di Svevia         | Ermanno I di Svevia   |  |  |       |  |  |          |  |  |           |  |
|                             |                        | Ida di Svevia         | Ermanno I di Svevia   |  |  |       |  |  |          |  |  |           |  |
|                             |                        | Ida di Svevia         | Regelinda di Zurigo   |  |  |       |  |  |          |  |  |           |  |
| Gisella di Svevia           |                        | Ida di Svevia         |                       |  |  |       |  |  |          |  |  |           |  |
|                             | Rodolfo II di Borgogna | Rodolfo I di Borgogna |                       |  |  |       |  |  |          |  |  |           |  |
|                             | Rodolfo II di Borgogna | Rodolfo I di Borgogna |                       |  |  |       |  |  |          |  |  |           |  |
|                             | Rodolfo II di Borgogna | Willa di Provenza     |                       |  |  |       |  |  |          |  |  |           |  |
| Corrado III di Borgogna     | Rodolfo II di Borgogna |                       |                       |  |  |       |  |  |          |  |  |           |  |
|                             |                        | Berta di Svevia       | Burcardo II di Svevia |  |  |       |  |  |          |  |  |           |  |
|                             |                        | Berta di Svevia       | Burcardo II di Svevia |  |  |       |  |  |          |  |  |           |  |
|                             |                        | Berta di Svevia       | Regelinda di Zurigo   |  |  |       |  |  |          |  |  |           |  |
| Gerberga di Borgogna        |                        | Berta di Svevia       |                       |  |  |       |  |  |          |  |  |           |  |
|                             |                        | Luigi IV di Francia   | Carlo III di Francia  |  |  |       |  |  |          |  |  |           |  |
|                             |                        | Luigi IV di Francia   | Carlo III di Francia  |  |  |       |  |  |          |  |  |           |  |
|                             |                        | Luigi IV di Francia   | Eadgifu d'Inghilterra |  |  |       |  |  |          |  |  |           |  |
| Matilde di Francia          |                        | Luigi IV di Francia   |                       |  |  |       |  |  |          |  |  |           |  |
|                             |                        | Gerberga di Sassonia  | Enrico I di Sassonia  |  |  |       |  |  |          |  |  |           |  |
|                             |                        | Gerberga di Sassonia  | Enrico I di Sassonia  |  |  |       |  |  |          |  |  |           |  |
|                             |                        | Gerberga di Sassonia  | Matilde di Ringelheim |  |  |       |  |  |          |  |  |           |  |
|                             |                        | Gerberga di Sassonia  |                       |  |  |       |  |  |          |  |  |           |  |